# Kärnten.museum

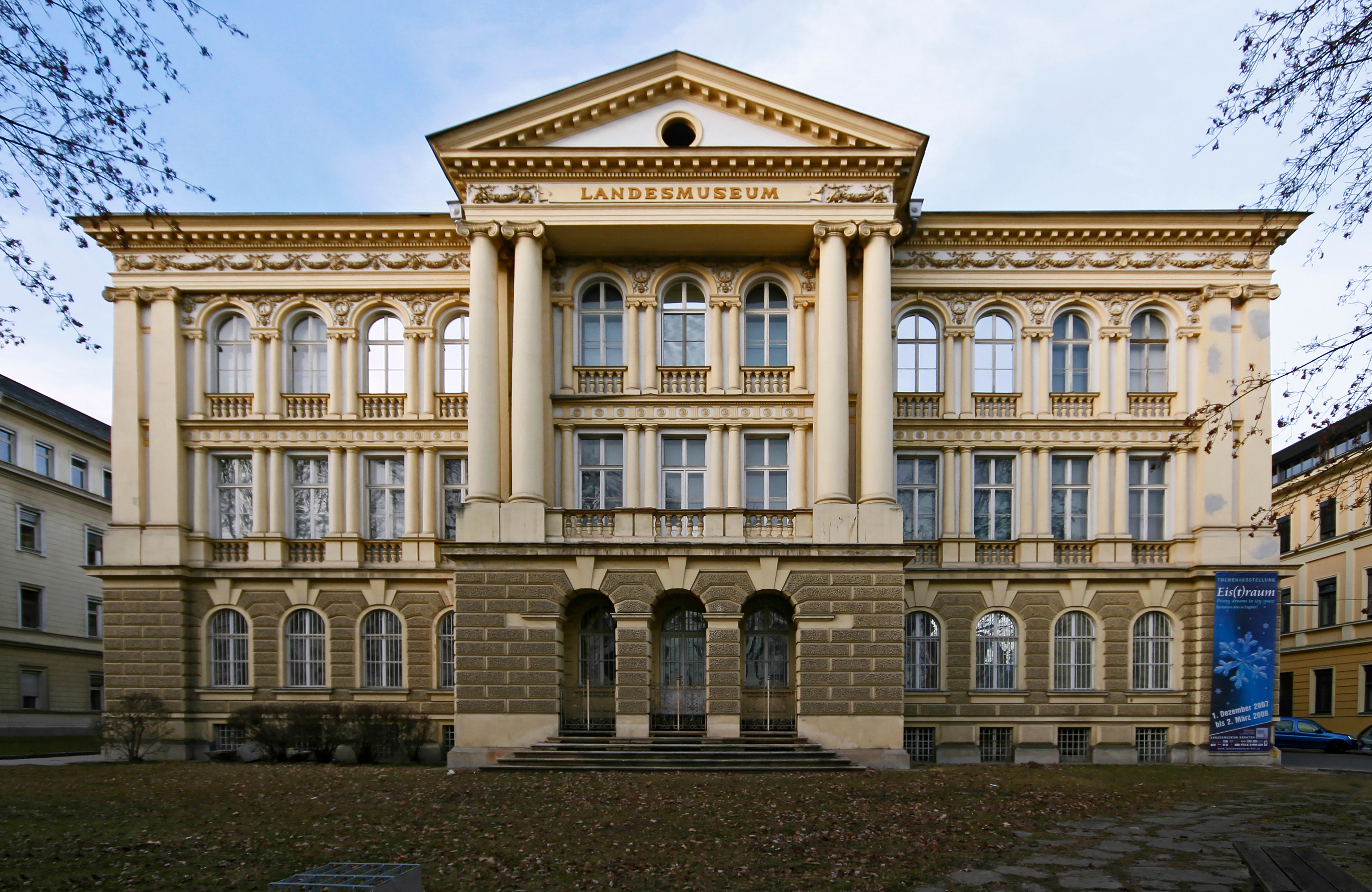
Portal des Landesmuseums in der Museumgasse 2 in Klagenfurt

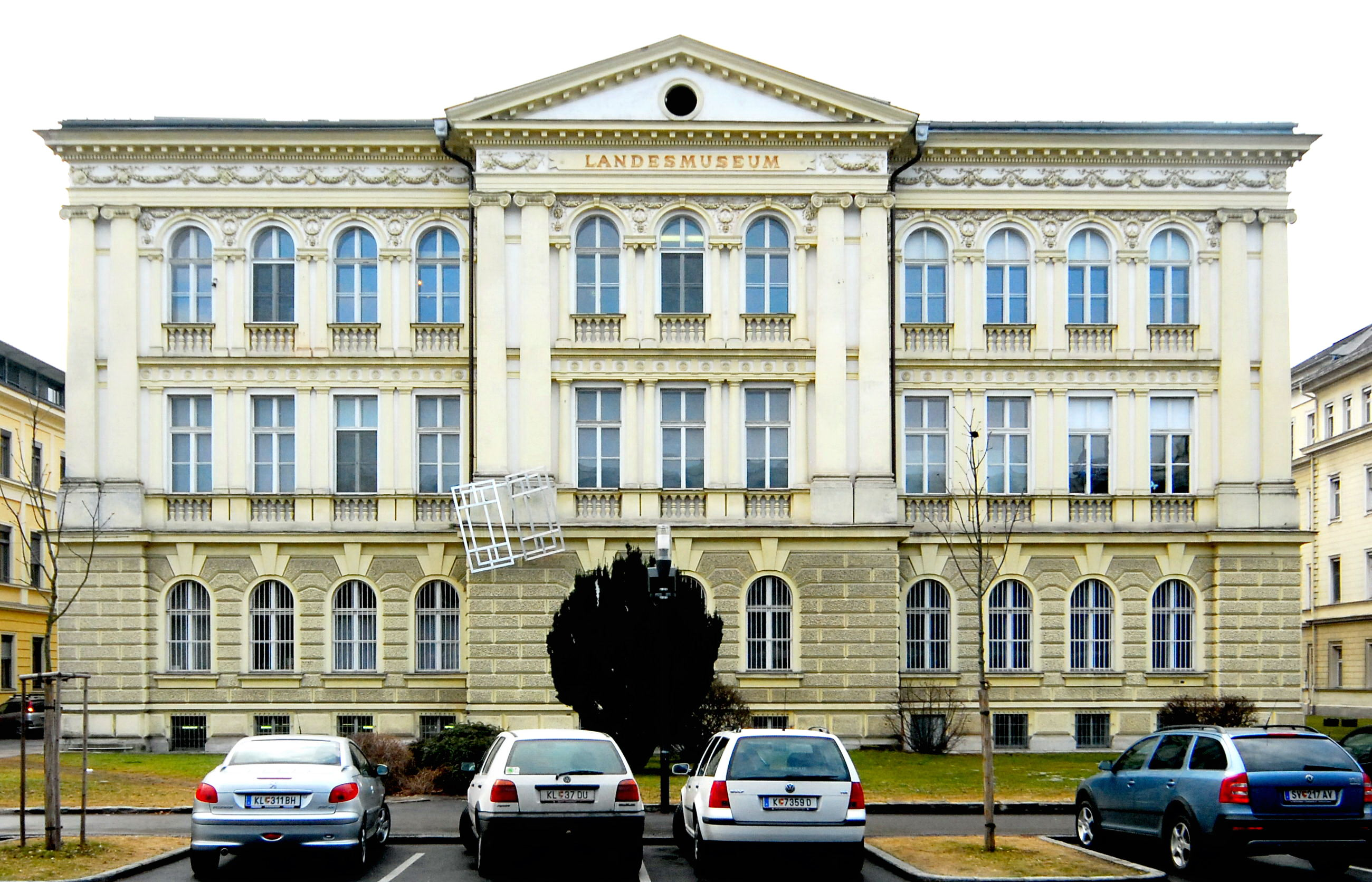
Nordfassade (Mießtaler Straße)

Das kärnten.museum (vor 21. November 2022 Landesmuseum Kärnten bzw. Kärntner Landesmuseum) ist ein kultur- und naturwissenschaftliches Museum in Klagenfurt am Wörthersee.

## Geschichte
Die Gründung des Geschichtsvereins für Kärnten im Jahr 1844 gilt auch als Gründungsjahr des Landesmuseums. Der Verein betrieb neben wissenschaftlicher Forschung und dem Aufbau einer Bibliothek auch eine Präsentation von kulturhistorischen Exponaten im Klagenfurter Landhaus. Vier Jahre später wurde der Naturwissenschaftliche Verein gegründet, der am Kardinalplatz ein Naturhistorisches Museum einrichtete. Dessen Exponate wurden ab 1861 ebenfalls im Landhaus untergebracht.
Die ständig wachsenden Sammlungen der beiden Institutionen sorgten bald für Platzprobleme, so dass sich ab 1877 eine Kommission mit der Planung für ein neues Gebäude befasste. Am 24. April 1879 wurde der Grundstein für den Neubau gelegt, der nach den Plänen des Klagenfurter Architekten Gustav Gugitz erbaut und durch ein zinsloses Darlehen der Kärntner Sparkasse finanziert wurde. Das im Stil der Neorenaissance errichtete, palaisartige Museumsgebäude wurde am 10. Juli 1884 eröffnet. Den Schlussstein im Stiegenaufgang legte Kronprinz Rudolf, weshalb das Museum auch als „Rudolfinum“ bezeichnet wird.
Zu den volkskundlichen Sammlungen des Geschichtsvereines kamen nach dem Jahr 1922 jene der Kärntner Landsmannschaft. Das Museum wurde nach einer Neugründung im Jahr 1925 unter dem Namen „Kärntner Heimatmuseum“ weitergeführt. Im Zweiten Weltkrieg wurde das Gebäude durch Bomben stark beschädigt. In der Nachkriegszeit wurde es mit Landesmitteln wieder aufgebaut und die kultur- und naturwissenschaftlichen Schausammlungen neu aufgestellt. Sowohl das Gebäude als auch die wissenschaftlichen Mitarbeiter wurden vom Land Kärnten übernommen, durch vertragliche Vereinbarungen, die das Fortbestehen sowie die Tätigkeit der Vereine regelte, gingen die Sammlungen an das Land Kärnten über.

### Leitung
- seit 2023 Wolfgang Muchitsch, Caroline Steiner[3]

## Standorte
- Stammhaus (von 2014 bis 2022 geschlossen. Am 21. November 2022 wiedereröffnet)
- Landesbibliothek: Im Oktober 2019 wurde das neue Sammlungs- und Wissenschaftszentrum als neue Zentrale des Landesmuseums, mit 12.000 m² Fläche im Süden von Klagenfurt eröffnet.[4]

Neben diesen 2 Häusern in der Museumgasse Klagenfurt betreibt das Landesmuseum fünf Außenstellen:
- Wappensaal des Klagenfurter Landhauses
- Kärntner Botanikzentrum mit dem Botanischen Garten Klagenfurt
- Kärntner Volkskundeinstitut mit angeschlossenem Möbelmuseum in Maria Saal
- Archäologischer Park Magdalensberg
- Römermuseum Teurnia

Weitere museale Einrichtungen in Kärnten, wie das Archäologische Pilgermuseum Globasnitz (Hemmaberg) und das Freilichtmuseum Maria Saal, werden vom Landesmuseum wissenschaftlich betreut und mit Leihgaben unterstützt.

### Generalsanierung Stammhaus ab dem Jahr 2020
Das Stammhaus wurde im Jahr 2014 nach einem Wassereinbruch geschlossen, zuvor war wegen Baumängel der Betrieb bereits reduziert worden. Im Zuge eines Architektenwettbewerbs wurde der Vorschlag des Architekturbüros Winkler+Ruck hinsichtlich der Generalsanierung des Gebäudes ausgewählt. Die Planungen erfolgen gemeinsam mit Architekt Ferdinand Certov. Im Jänner 2020 wurden die Pläne präsentiert: Der Innenhof soll mit einem transparenten Glasdach gedeckt, die Museumsgasse verkehrsberuhigt werden. Die zukünftige Ausstellung soll ihren Fokus auf die Erdgeschichte, die Natur Kärntens sowie historische Meilensteine in der Geschichte des Landes legen.
Mit der Generalsanierung wurde 2020 begonnen. Am 21. November 2022 erfolgte die Wiedereröffnung unter dem neuen Namen kärnten.museum. Von 13,2 Millionen Euro Gesamtkosten sollen 9,5 Millionen in den Umbau des Gebäudes investiert werden. Außerdem werden 3,7 Mio. Euro in die Einrichtung des Gebäudes investiert.

## Bestände

### Bibliothek
Die Museumsbibliothek umfasste 2003 etwa 120.000 Bände, von denen 23.500 noch nicht bearbeitet waren. Von den erfassten waren ca. 22.000 vor 1900 erschienen. Ca. 75 % der Werke waren deutsch, daneben gab es erhebliche lateinische (15 %) und slowenische (5 %) Bestände.

### Bildwerke
Das Museum besitzt Werke u. a. von
- Albin Egger-Lienz
- Josef Ferdinand Fromiller
- Leopold Kiesling
- Martin Pacobello
- Paul Schad-Rossa
- Peter Skubic
- Anton Josef Storch-Alberti

### Sammlungen/Nachlässe
- Entomologische Sammlung Friedrich Gorniks
- Teilnachlass Georg Graber
- Käfersammlung Siegfried Steiner

### Sonstiges
- Bleiwagen von Frög
- Giraffenklavier Nikolaus Müllers
- Laute Andreas Ferdinand Mayrs

### Typmaterial-Depot
Im Typmineral-Katalog der International Mineralogical Association (IMA) wird das Museum mit dem Kürzel LMK-Klagenfurt als Typmaterial-Depot für die Minerale Kahlerit und Weinebeneit aufgeführt.

## Mit dem Museum verbundene Personen
- Joseph Leodegar Canaval, 1850 bis 1898 naturwissenschaftlicher Kustos
- Adolf Christl war um 1946 Direktor[9]
- Hermann Findenegg war zoologischer Kustos und gründete ein limnologisches Labor im Museum, aus dem das Kärntner Institut für Seenforschung hervorging[10]
- Claudia Fräss-Ehrfeld, 1968–1976 als Historikerin angestellt[11]
- Karl Frauscher, ab 1914 zoologischer Kustos
- Heinrich Freyer, richtete 1848 die erste Ausstellung ein
- Meinrad von Gallenstein, Initiator
- Franz Glaser, u. a. Vizedirektor 2008–2015
- Paul Gleirscher, seit 1991 Abteilungsleiter für Ur- und Frühgeschichte
- Franz Paul von Herbert, Mitgründer und Direktor
- Emil Hölzel, entomologischer Kustos
- Franz Kahler, ab 1952 Kustos für Geologie und Mineralogie
- Monika Kircher, Kuratoriumsvorsitzende[12]
- Gotbert Moro, Direktor
- Oswin Moro initiierte die Gründung des Kärntner Heimatmuseums, aus dem sich die volkskundliche Sammlung des Landesmuseums entwickelte
- Leopold Resch, Mitgründer
- Franz von Rosthorn, Mitgründer
- Leopoldine Springschitz Kuratorin der Kunstsektion